# Central 2nd Sick
Central 2nd Sick（セントラル・セカンド・シック）は、日本のポスト・ハードコア、エレクトロコアバンド。

## 概要
電子音とスクリーモサウンド、オートチューンを使用したボーカルの声を特徴としている。
C2S（シーツーエス）と略称されることもある。
大学の音楽部内で結成された。ボーカルのShimonが先輩のRyoに「バンド、ガチでやらないですか？」と話をメールでもちかけ、5分後に「いいよー」と返信が来たのが結成のきっかけだというエピソードがある。
結成当初は音楽において同期システムを使用するかはまだ決まっていなかったが、Ryoが元々パソコンを使用しての曲作りを得意としていた為、同期システムを使用するという決断に。ちなみに結成当初のRyoはピコリーモという単語すら認知していなかったという。
バンド名の由来は厨二病を無理に英語をあて「Central 2nd Sick」に決定。
曲作りは基本的にはShimonとRyoの二人で行われ、その方法がSkypeとNETDUETTOを使用してでのネット上での共同制作である。
二人の住まいが離れているため、頻繁に効率よく曲作りをする為にはどうすればいいかを考えた挙句にこの方法に落ち着いたという。
メロディーをShimonが考え、それに合わせて伴奏をCubaseを使用してRyoが考え、打ち込んでいくというスタイル。

## メンバー

### 現メンバー
Shimon（ボーカル、シャウト）
使用ボーカルエフェクターはTC-HeliconのVoiceLive2、マイクはSHUREのBETA58Aを愛用している。
実は宇多田ヒカルや浜崎あゆみなどの女性ボーカルの曲を好んで聴く。
アヴリル・ラヴィーンを心の底から愛している。
Ryo（ギター、コーラス）
音源のミックス、マスタリング等をすべて一人でこなす。
メンバーの中では一番年上であり、温厚な性格。自称「永遠の14歳」と名乗っているが、年下のメンバーはいつもみんな痛々しい目線を送ってくるという。
元CHICKEN DUX、GROOVY GLOWのメンバーであり、その頃もギターを担当していた。
YOU（ギター）
PRSのギターを使用しており、主にハードコアを好んで鑑賞する。それ以外にも音楽の知識が豊富であり、「歩くJukeBox」とも言われている。
Hikaru（エレキベース）
大人な顔立ちで痩せ身という外見とは裏腹に理系的かつ分析的な性格。マネージャー的な雑務もこなす。
ATELIER Zのベースを愛用しており、ピックと指弾きを曲の雰囲気によって使い分ける。
KOTARO（ドラム）
Central 2nd Sick 最年少メンバー。

### 旧メンバー
KACCY（ドラム）
ドラムと2次元をこよなく愛す。特技は貧乏ゆすり。
当時はマシンガンのようなキックを繰り出していた。
脱退の際、理由をメンバーに問われたところ、「これ以上輝けない」と告げて去っていった。
後日談だがこのセリフは河村隆一のLUNA SEAの脱退理由をパクっていたことが判明した。
oz（ドラム）
二代目ドラマー。
190cm超えの高身長かつ冷静な性格だが、当初メンバーの中では一番年下であった。
脱退の理由は公式では明確に発表されていないが、噂によると身長が今でも伸び続けており、ドラムを叩ける身体のバランスを保てなくなったという一説がある。
JJ（ドラム）
前ドラムozの脱退を受け、2014年4月にメンバーとして加入する。
洗練されたスマートでスタイリッシュな身形、振舞いから「JJ Style」というあだ名をYOUから付けられる。
写真や美術館を好み、メンバーで一番細身ではあるが一番の大食家である。
Bomb（マニピュレーター、シンセサイザー）
常にガスマスク(イギリス製 S10ガスマスク)を被っていて、その実態は今だ誰も知らないという。
マニピュレーターを担当し、KAOSS PADやKAOSSILATORを駆使してライヴ中に特徴的なエフェクトをかける。

## 略歴
- 2012年
Central 2nd Sick結成。
12月、旧メンバーであるドラムのKACCYが脱退。それに伴いギターのYOUとドラムのozが新たなメンバーとして加わる。

- 2013年
1stミニアルバムである「MIXING」をインディーズレーベルGO WITH MEサポートの下、全国流通。
全国展開からわずか3ヶ月で1stシングル『Bring your own』のリリースとGO WITH ME RECORDS所属が決定。

- 2014年
4月、ドラムのozの脱退に伴いJJが加入。
8月、1stフルアルバム「SUPERNOVA」を全国にリリース。

- 2015年
7月20日のライブを以ち活動停止。

- 2020年
5月、活動再開決定

- 2022年
4月8日 21:00、オフィシャルウェブサイト並びに公式ツイッターにて、4月15日に新体制として初となるNew single「BLACKSTAR」のリリースが発表される。[1]4月15日に配信開始。

## ディスコグラフィ

### シングル
|     | タイトル       | リリース      | 規格         | 規格品番 |
| --- | -------------- | ------------- | ------------ | -------- |
| 1st | Bring Your Own | 2013年6月8日  | CD           | -        |
| 2nd | BLACKSTAR      | 2022年4月15日 | サブスク配信 | -        |
| 3rd | ZIPANGU        | 2024年10月7日 | サブスク配信 | -        |

### ミニアルバム
|     | タイトル | リリース      | 規格         | 規格品番 |
| --- | -------- | ------------- | ------------ | -------- |
| 1st | MIXING   | 2013年3月6日  | CD           | C2S-01   |
| 1st | MIXING   | 2020年5月26日 | サブスク配信 | -        |

### アルバム
|     | タイトル  | リリース      | 規格         | 規格品番 |
| --- | --------- | ------------- | ------------ | -------- |
| 1st | SUPERNOVA | 2014年8月13日 | CD           | GOME-20  |
| 2nd | RE:MIXING | 2022年11月4日 | サブスク配信 | -        |

## タイアップ
| 曲名      | タイアップ                                                                                  |
| --------- | ------------------------------------------------------------------------------------------- |
| BLACKSTAR | 市川うららFM「プロジェクト・リーフェリア 虹の架け橋」2024年9月度 第四週目エンディングテーマ |